# 甲米镇
甲米镇，原为桃子乡，是中华人民共和国四川省凉山彝族自治州盐源县下辖的一个乡镇级行政单位。2020年6月，撤销桃子乡、大草乡，设立甲米镇，以原桃子乡和原大草乡挤瓜瓜村、水简坪村、大草坝村、沙拉地村、麦架坪村所属行政区域为甲米镇行政区域。

## 行政区划
甲米镇下辖以下地区：
草麂村、桃子村、甲米村和玻璃村。